# Hel (Lengyelország)
Hel város Lengyelországban, a Pomerániai vajdaságban, a Hel-félsziget csücskében.  Lakosainak száma 2975 fő (2021. március 31.).

## Története
A települést először 1198-ban említik meg, mint a hering kereskedelem központja. A 13. században a térség egyik legjelentősebb kereskedelmi központja, versenyezve a szomszédos Danzig várossal. Pomeránia hercegétől, II. Szvatopluktól városi rangot kap, mely kiváltságokat 1378-ban megerősítik, mikor a település a Német Lovagrend fennhatósága alá kerül.

## Népesség
A település lakosságának változását az alábbi diagram mutatja:
| Lakosok száma | 3898 | 3818 | 2975 |
|               | 2006 | 2012 | 2021 |

## Éghajlata
| Hónap                         | Jan.  | Feb.  | Már.  | Ápr. | Máj. | Jún. | Júl. | Aug. | Szep. | Okt. | Nov. | Dec.  | Év    |
| ----------------------------- | ----- | ----- | ----- | ---- | ---- | ---- | ---- | ---- | ----- | ---- | ---- | ----- | ----- |
| Rekord max. hőmérséklet (°C)  | 10,0  | 12,9  | 20,5  | 21,8 | 28,0 | 31,2 | 33,2 | 31,8 | 27,3  | 23,2 | 15,9 | 11,1  | 33,2  |
| Átlagos max. hőmérséklet (°C) | 0,9   | 1,3   | 4,6   | 9,4  | 15,0 | 19,1 | 21,1 | 21,0 | 17,3  | 12,2 | 6,6  | 3,0   | 11,0  |
| Átlaghőmérséklet (°C)         | −0,7  | −0,6  | 1,7   | 5,2  | 10,3 | 14,7 | 16,9 | 16,9 | 13,7  | 9,6  | 4,9  | 1,4   | 7,9   |
| Átlagos min. hőmérséklet (°C) | −2,6  | −2,7  | −0,8  | 1,9  | 6,2  | 10,7 | 13,3 | 13,4 | 10,8  | 7,2  | 3,1  | −0,4  | 5,1   |
| Rekord min. hőmérséklet (°C)  | −19,1 | −16,9 | −17,0 | −7,0 | −3,3 | 0,2  | 5,4  | 5,3  | −2,3  | −2,2 | −8,4 | −15,2 | −19,1 |
| Átl. csapadékmennyiség (mm)   | 37    | 28    | 27    | 30   | 43   | 56   | 70   | 72   | 61    | 48   | 56   | 46    | 574   |
| Havi napsütéses órák száma    | 32    | 52    | 107   | 165  | 236  | 249  | 234  | 220  | 143   | 93   | 40   | 26    | 1597  |
| Forrás: NOAA                  |       |       |       |      |      |      |      |      |       |      |      |       |       |

## Képgaléria

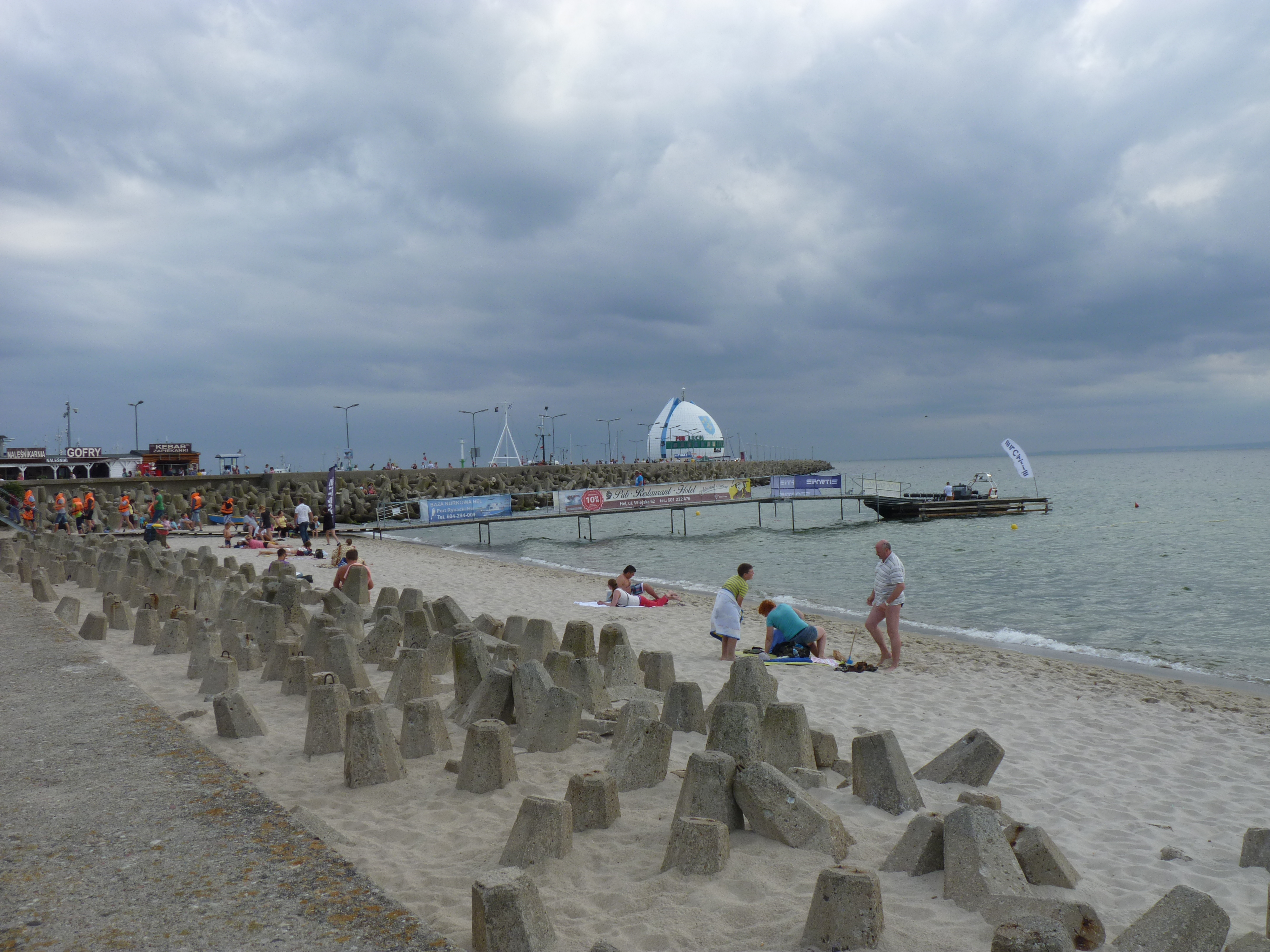
A strand a Gdański-öböl felől
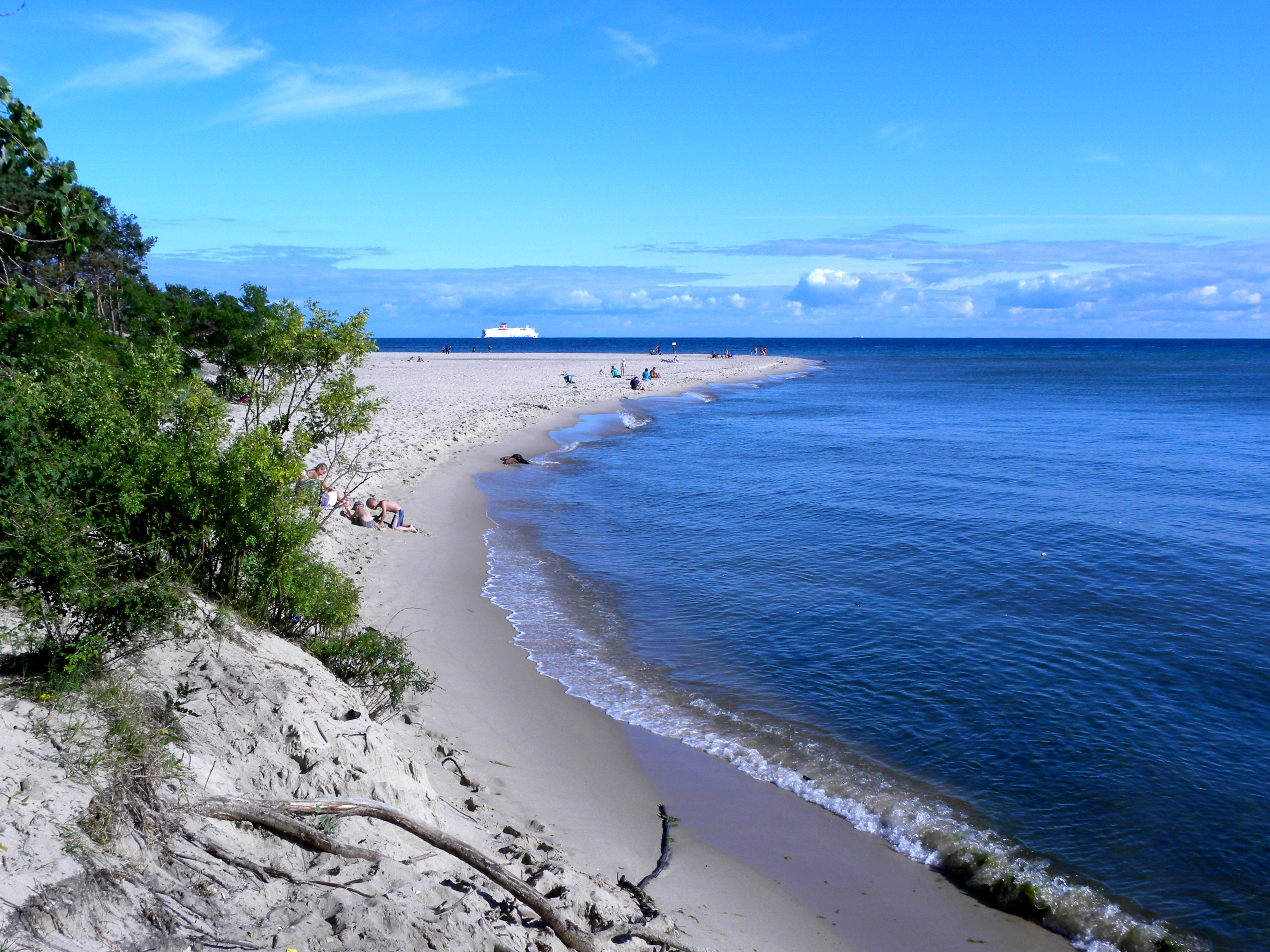
A strand a Balti-tenger felől
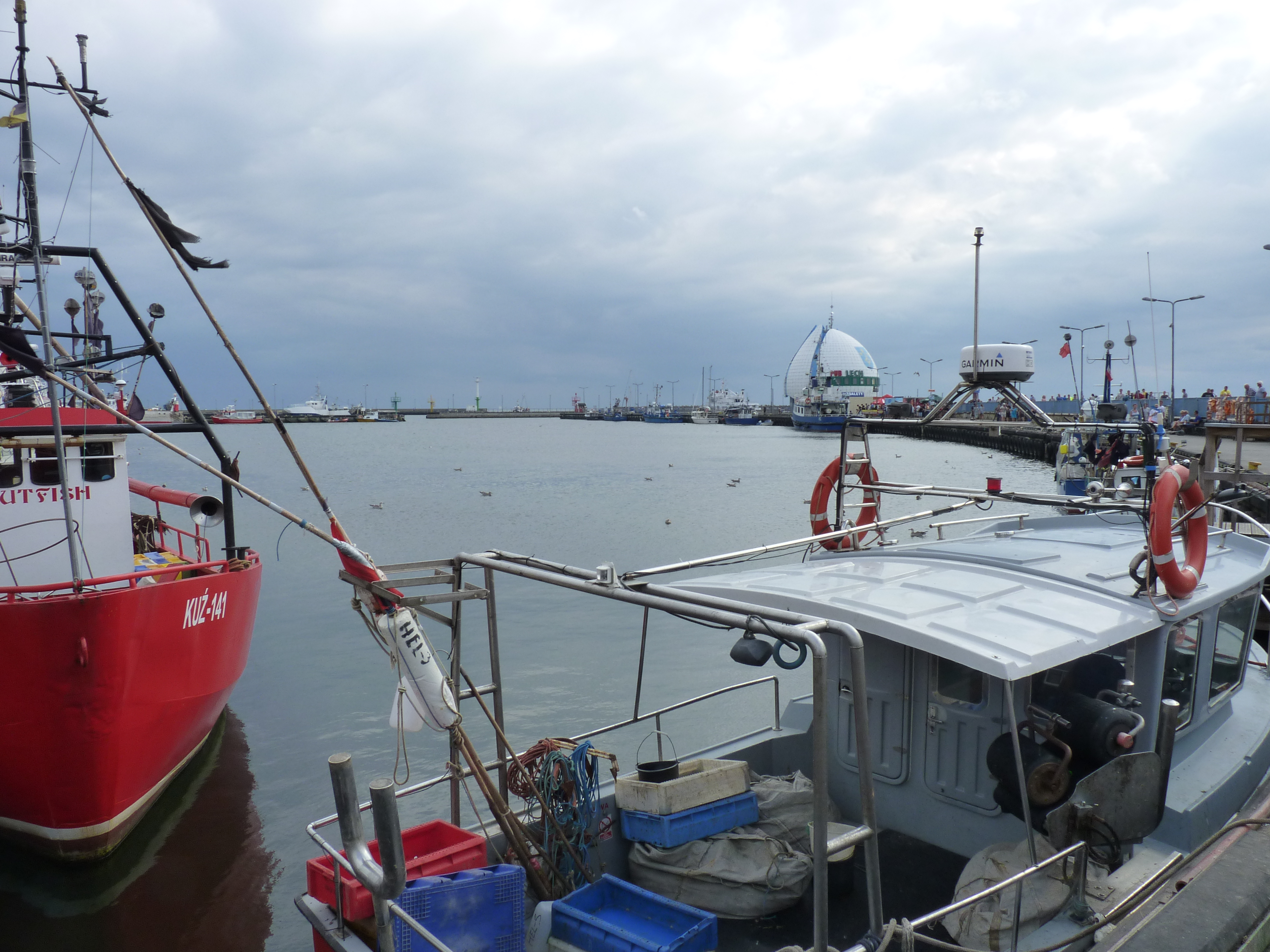
A kikötő
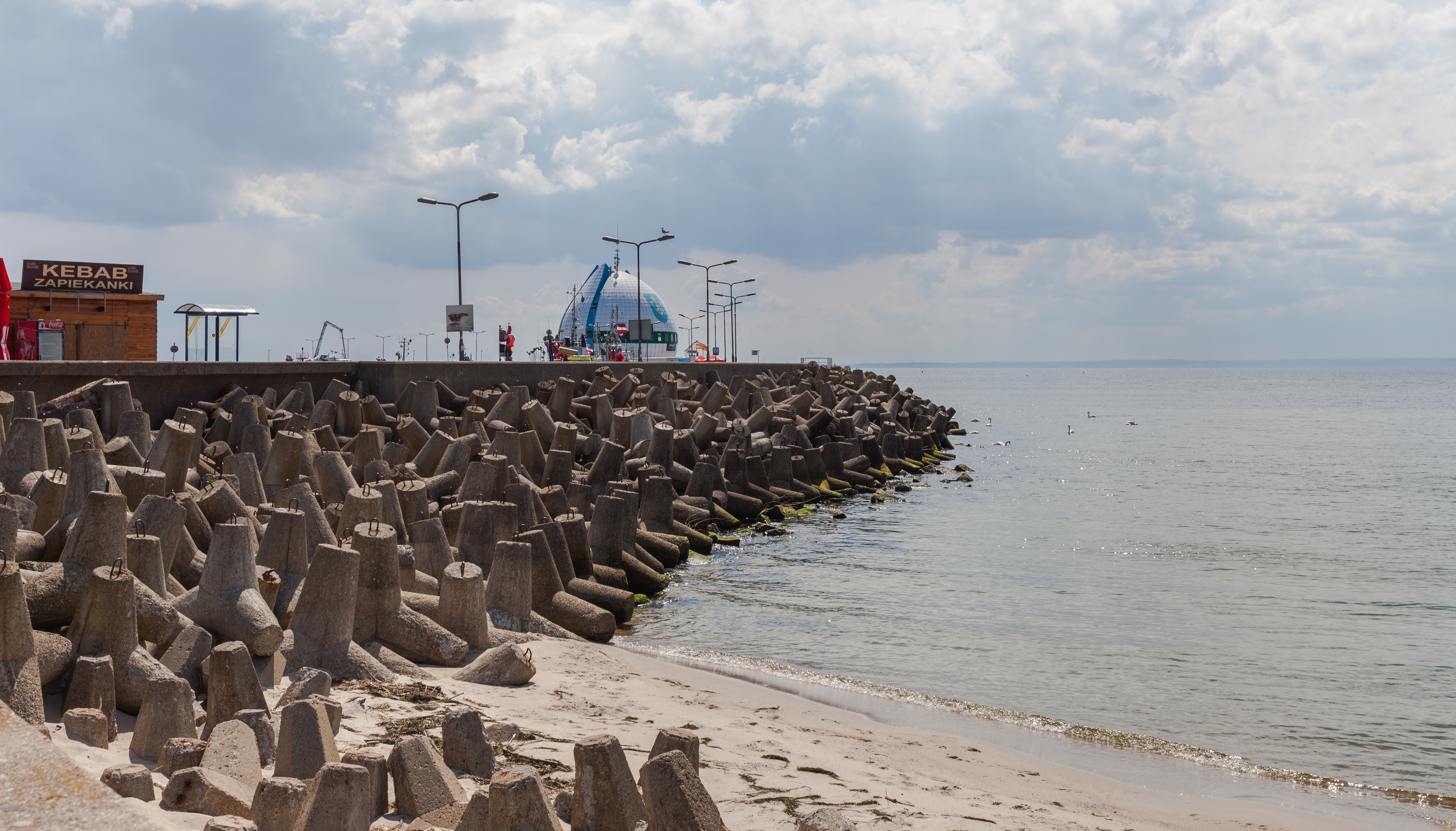
A móló
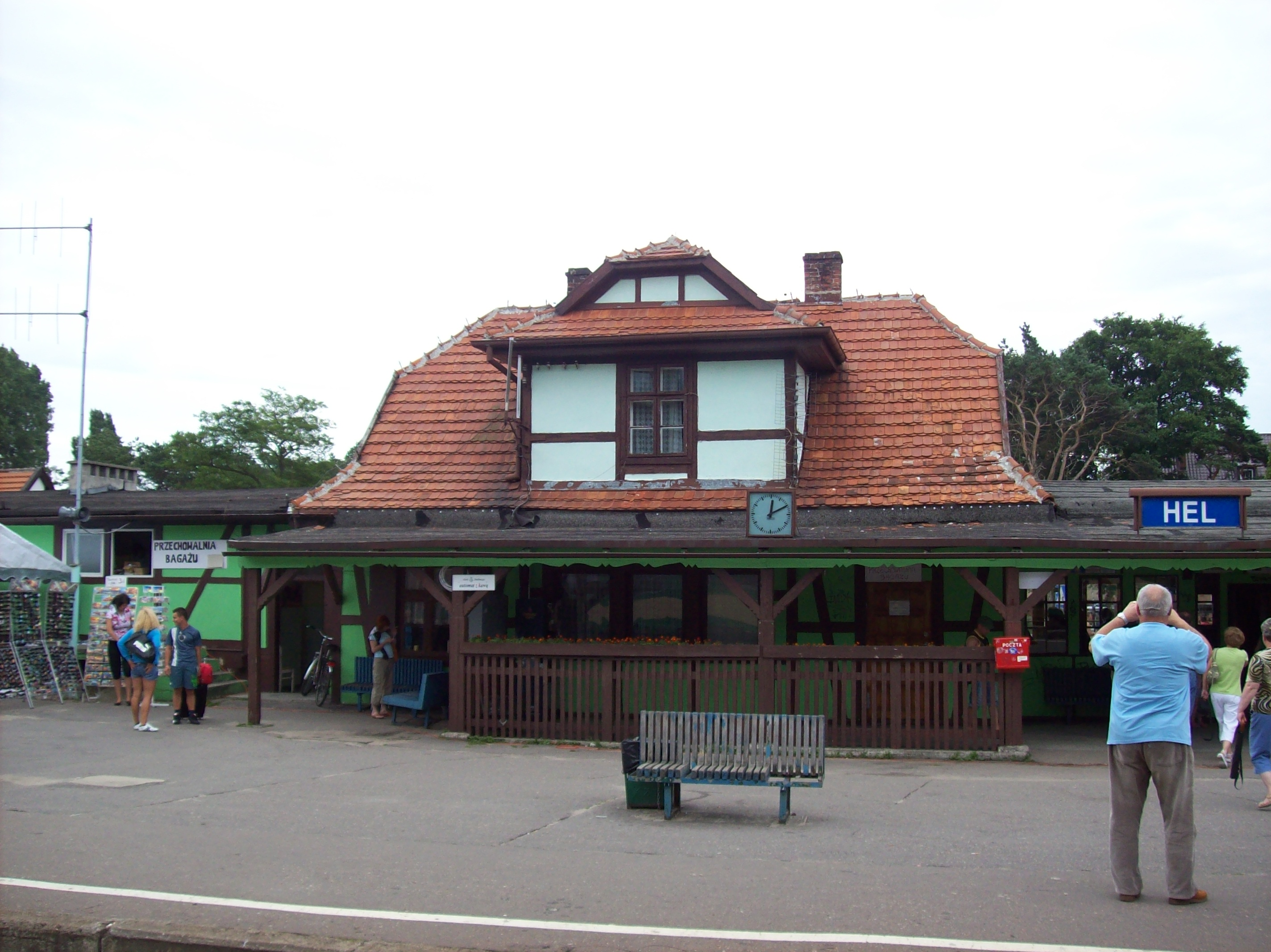
A vasútállomás
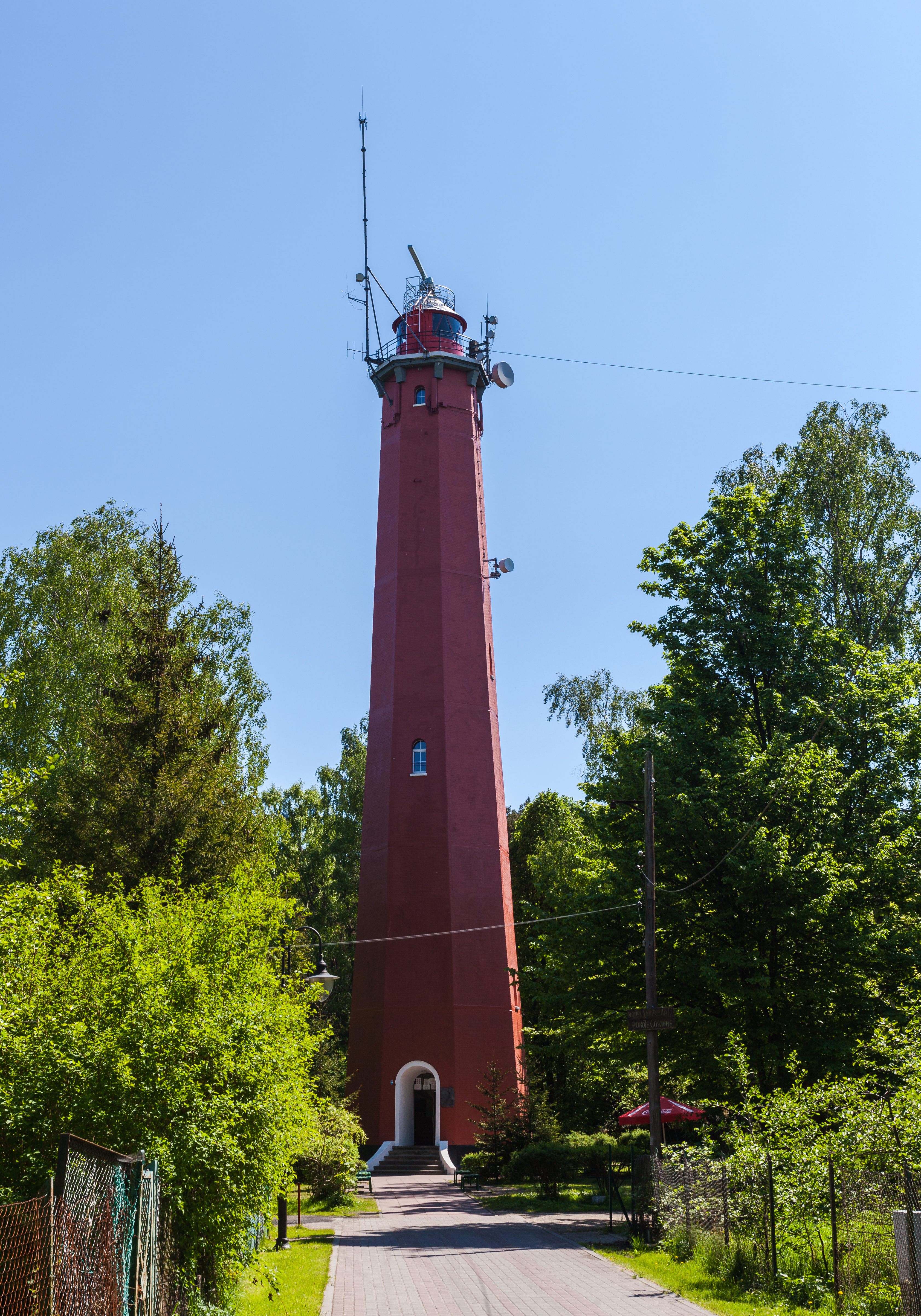
A világítótorony
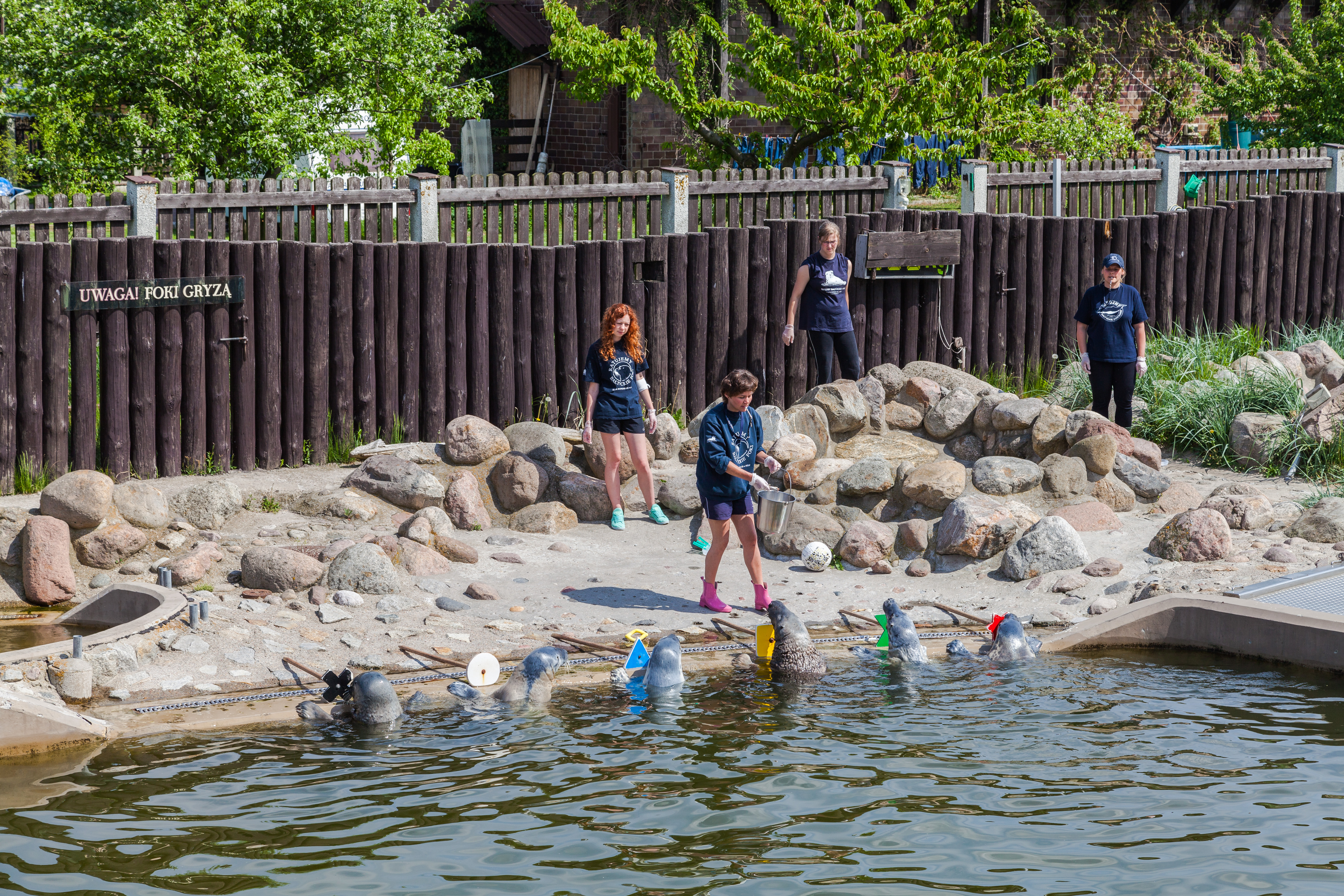
Fokarium
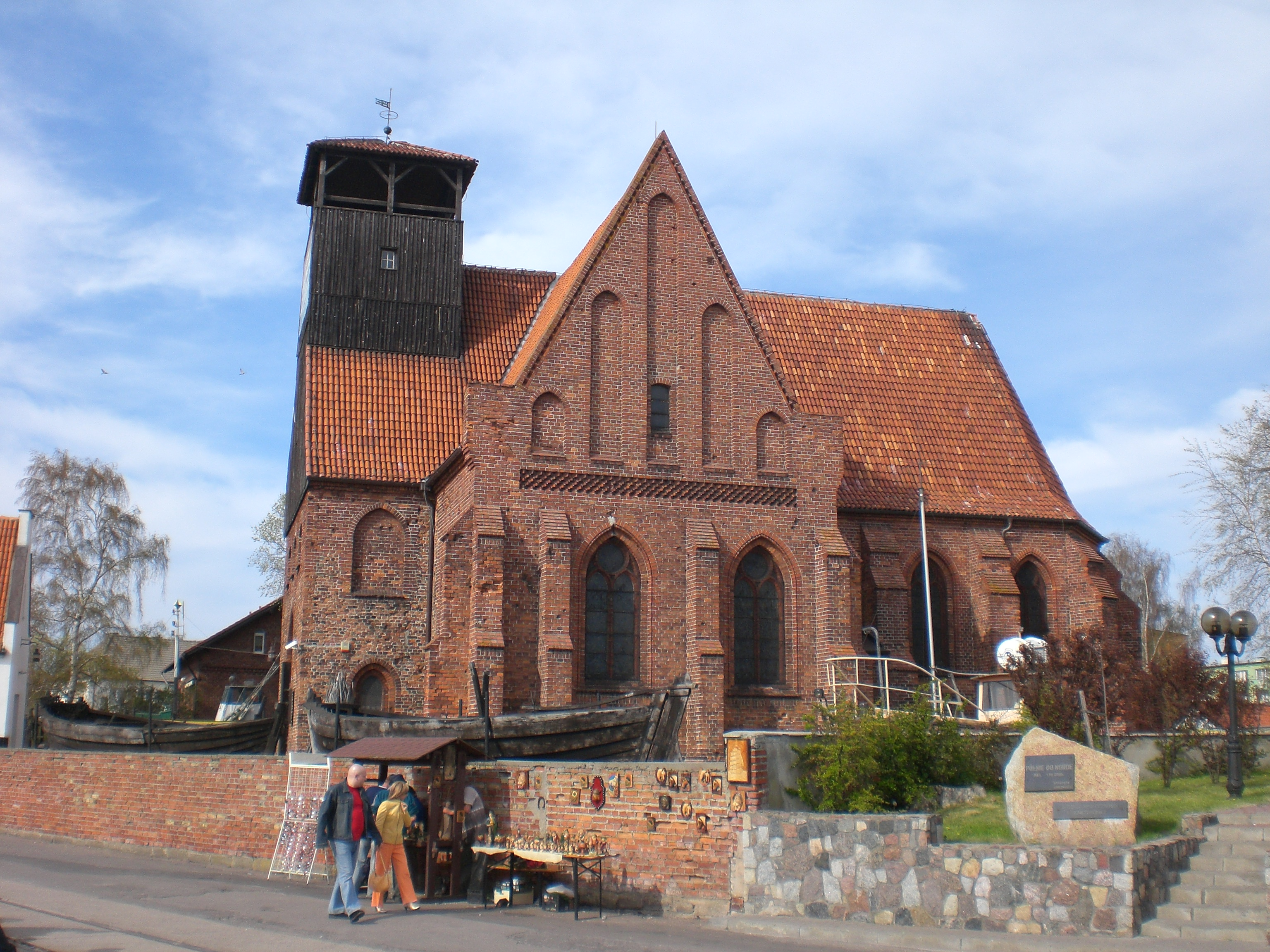
Halászati Múzeum (korábbi Szent Péter és Pál-templom
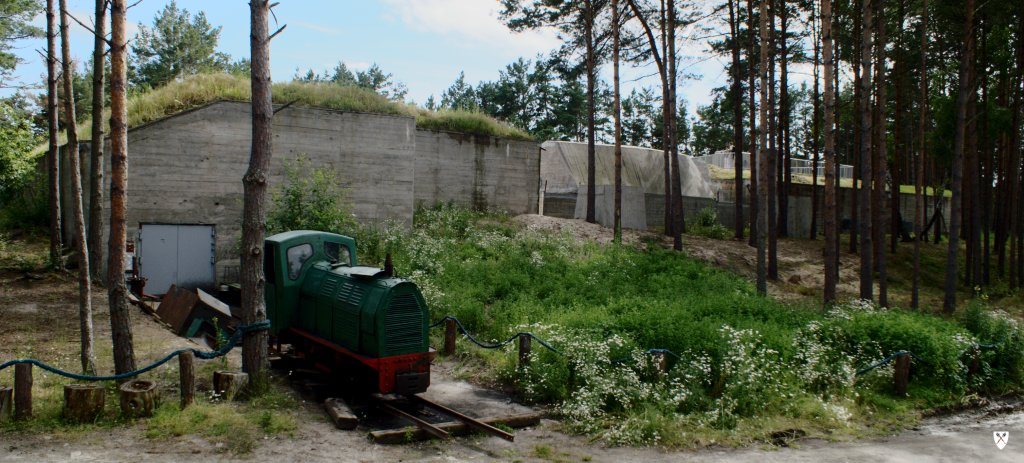
Muzeum Obrony Wybrzeża (wd)
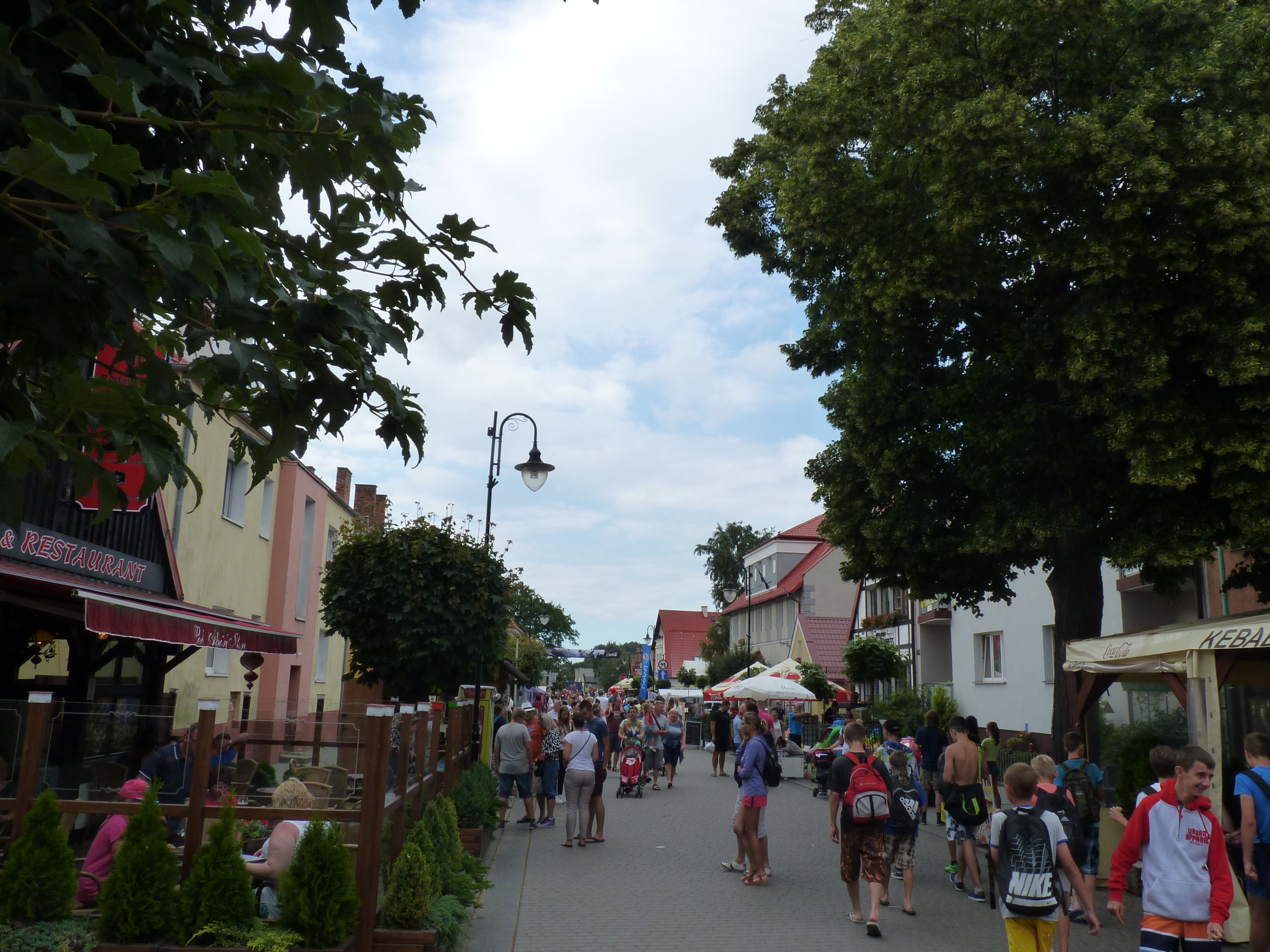
Wiejska utca, a település főutcája
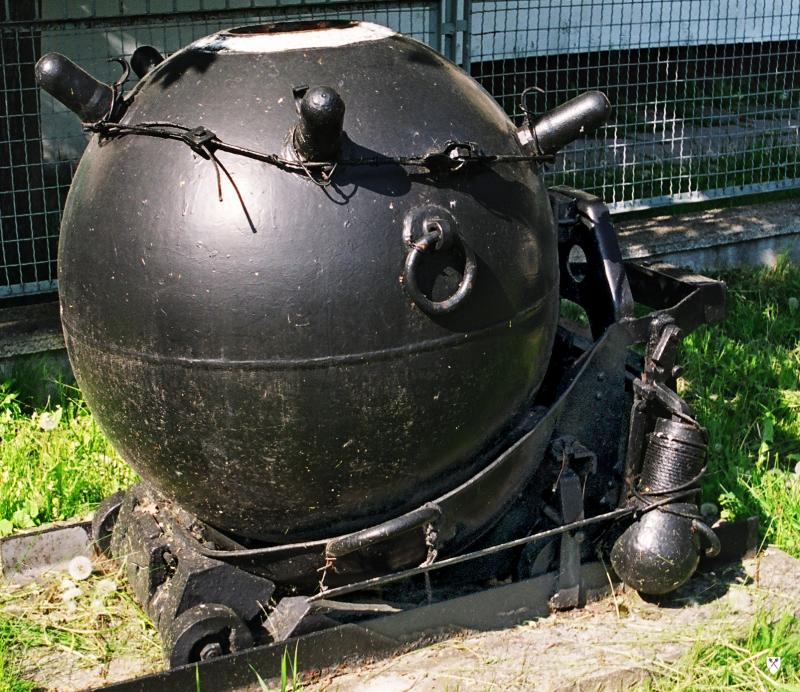
Tengeri akna a szabadtéri múzeumban
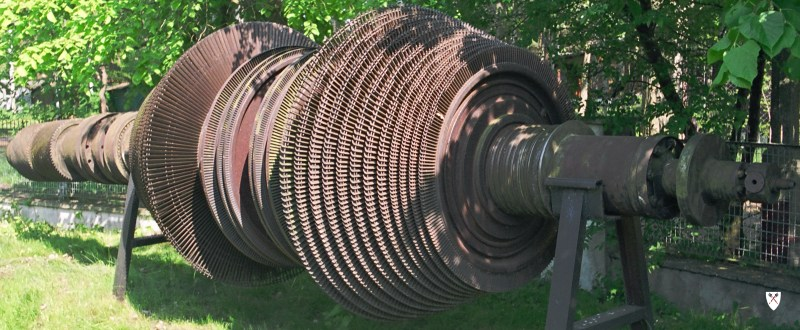
Gőzturbina